# Ambu (Unternehmen)
Die Ambu A/S ist ein dänisches Medizintechnik-Unternehmen, das unter anderem in den USA, Skandinavien, Italien, Frankreich, Spanien, Großbritannien und in Deutschland in Bad Nauheim Vertriebsniederlassungen hat.
Ambus historischer Meilenstein war die Erfindung des Beatmungsbeutels 1954 durch den dänischen Anästhesisten Henning Ruben und den deutschen Ingenieur Holger Hesse. Ambu entwickelt neben Produkten für die Beatmung (Gesichtsmasken, Larynxmasken, PEEP-Ventile, LifeKey) auch Produkte für den Bereich Kardiologie. So verfügt Ambu über eine Auswahl über EKG-Elektroden, die auch auf der russischen Raumstation MIR zum Einsatz kamen. Ambu ist auch bekannt für seine Trainings- und Übungsphantome für die Basismaßnahmen zur Wiederbelebung (Herz-Lungen-Wiederbelebung (BLS)) und erweiterte Notfallmaßnahmen (Advanced Life Support (ALS)). Ein bekanntes Trainingsgerät ist der sogenannte AmbuMan.
Weitere Geschäftsbereiche sind Neurologie (Nadel- und Oberflächenelektroden für Elektromyografie (EMG), Elektroenzephalografie (EEG) etc.) und Immobilisation (Cervicalstützen).
Die Class-B Aktien des Unternehmens sind an der Börse in Kopenhagen im Small-Cap-Index (seit 1. Juni 2006, vorher im Mid-Cap-Index) notiert. Etwa 70 % des stimmberechtigten Aktienkapitals, bestehend aus den mit Mehrfachstimmrechten ausgestatteten Class-A Aktien, befindet sich in Händen von vier Nachkommen der Unternehmensgründer.
Im am 30. September 2008 endenden Geschäftsjahr 2007/2008 erwirtschafteten 1397 Mitarbeiter einen Umsatz von 784 Mio. DKK, im Geschäftsjahr 2004/2005 waren es 1280 Mitarbeiter und der Umsatz betrug 654 Mio. DKK entsprechend 87,68 Mio. Euro. 98 % des Umsatzes werden außerhalb erwirtschaftet. Produkte zur Beatmung trugen im Geschäftsjahr 2005/2006 knapp 40 % zum Umsatz bei, Kardiologieprodukte 37 %, Neurologieprodukte 9 %, Übungsphantome und Produkte zur Immobilisierung je 7 %. Etwa 60 % der Beschäftigten sind an den Produktionsstandorten in Xiamen, China und Penang, Malaysia tätig, 27 % der Beschäftigten in Dänemark. In Dänemark produziert Ambu an den Standorten Ballerup und Ølstykke.